# M-6 (route)
Pour les articles homonymes, voir M6 (homonymie).
La M-6, surnommée Paul B. Henry Freeway, est une autoroute de 31,698 kilomètres du sud de la région métropolitaine de Grand Rapids, dans les comtés d'Ottawa et Kent, dans l'ouest du Michigan aux États-Unis. Bien que l'autoroute est nommé d'après l'homme politique Paul B. Henry, les résidents locaux et la presse continuent d'utiliser le nom d'origine South Beltline. L'autoroute relie l'Interstate 196 (I-196) à l'ouest avec l'Interstate 96 (I-96) à l'est. La M-6 fournit également une connexion à l'U.S. Route 131 (US 131).
L'autoroute a été initialement conçu dans les années 1960. Il a fallu 32 ans pour valider sa construction, la planifier, la financer et la construire à partir de la première autorisation de financement de l'État en 1972 jusqu'à la cérémonie d'inauguration en 2004 (un premier segment de voirie a cependant été ouvert dès 2001). Le coût du projet a été d'environ 700 millions de dollars, soit environ 22 millions de dollars par kilomètre.